# Isla Tarakan
Tarakan es una isla situada en la costa de Borneo Oriental, Indonesia. Es una isla pantanosa ubicada en la parte oriental del mar de Célebes, cerca de la costa noreste de Borneo. La isla tiene un área de 303 kilómetros cuadrados.

## Petróleo

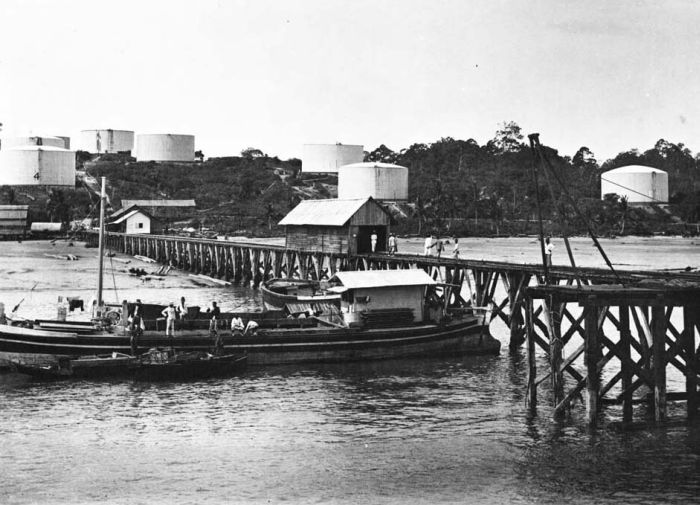
Buques petroleros y un muelle fotografiados en Tarakan entre 1905 y 1914

Exploradores holandeses observaron filtraciones de petróleo en 1863. La extracción de petróleo comenzó en 1906. El pozo de Tarakan producía petróleo crudo ligero, con alta concentración de azufre y con un inusualmente alto punto de fluencia. Para 1940 la isla tenía una refinería con cuatro muelles para la carga del petróleo, y era uno de los cinco centros de procesamiento de petróleo en las Indias Orientales.

## Segunda Guerra Mundial
Los pozos petroleros de Sajalín y Formosa proveían tan solo el diez por ciento del petróleo necesario para sustentar la industria japonesa. Las reservas de petróleo crudo de California en las refinerías japonesas se habrían acabado en menos de dos años al ritmo de consumo de ese entonces cuando los Estados Unidos dejó de exportar a Japón el 26 de julio de 1941. Japón inició las hostilidades contra los Estados Unidos y el Reino Unido cuatro meses después en preparación para la toma de fuentes alternativas de petróleo en las Indias Orientales. Japón declaró la guerra a las Indias Orientales Neerlandesas el 10 de enero de 1942 y tropas japonesas desembarcaron en Tarakan al día siguiente. Los Países Bajos habían declarado la guerra a Japón un mes antes, y sabotearon el pozo y la refinería antes de rendirse.
Japón había capturado el pozo Miri en diciembre, y procedió a capturar los pozos y refinerías en Balikpapan en enero, Sumatra en febrero, y Java en marzo. 
Técnicos petroleros acompañaban a las tropas invasoras para tratar de mantener la producción en marcha en las instalaciones capturadas. Sin embargo, el crudo producido en ese momento no era suficientemente refinado ni desalinizado para su consumo en la maquinaria bélica, por tanto Japón organizó un equipo de profesionales del área petroquímica para subsanar esa situación en 1942.
El 5 de mayo de 1942, desde Ujini se embarcó un equipo de mil   ingenieros petroquímicos y técnicos los cuales partieron de Japón a bordo del transporte militar Taiyo Maru; pero casi 800 de ellos se ahogaron cuando el barco fue torpedeado y hundido al suroeste de Kyushu por el submarino USS Grenadier el 8 de mayo de 1942. 
Esta tragedia provocó que la situación inicial no se alterara y que acarrearía consecuencias a futuro para la Armada.
Pese a esta pérdida de personal especializado, el crudo de Tarakan (mezclado con cantidades menores de lutita bituminosa destilada de Manchuria) se convirtió en la materia prima para el diesel japonés en 1942 mientras las reservas acumuladas de petróleo crudo de California continuaron siendo la materia prima para la destilación y ´producción gasolina y el fueloil japonesa hasta 1943.
La producción del pozo de Tarakan alcanzó los 350.000 barriles por mes a principios de 1944, pero Japón ya no tenía suficientes buques petroleros para transformar este volumen en fueloil en las refinerías japonesas. Sin un suministro adecuado de fueloil refinado para la batalla del Mar de Filipinas los portaaviones japoneses fueron repostados con petróleo crudo sin refinar de Tarakan en junio de 1944.
Este petróleo crudo que no había sido procesado y des-salinizado dañó los tubos de los calentadores de agua, y la fracción ligera de nafta que no se había destilado y extraído, se volatilizó en los conductos y sentinas creando atmósferas explosivas que contribuyeron a la pérdida de los portaaviones Taihō, Shōkaku y Hiyō. El último buque petrolero japonés salió de Tarakan en julio de 1944, bombardeos aliados dañaron las instalaciones petroleras más adelante ese mismo año y tropas australianas terminaron con una batalla con la ocupación japonesa en junio de 1945.